# Bally (azienda)
Bally è una azienda svizzera con sede a Caslano che opera nel settore della moda, produttrice di scarpe, borse, capi di abbigliamento ed accessori. È stata fondata nel 1851 a Schönenwerd (Soletta) da Carl Franz Bally e suo fratello Fritz. L'azienda ha circa 250 negozi sparsi per tutto il mondo, oltre a 72 duty-free presenti nei maggiori aeroporti internazionali e oltre 400 partner internazionali.